# Johnston (Rhode Island)
Johnston è una città nella Contea di Providence, nello Stato del Rhode Island degli Stati Uniti d'America; secondo il censimento degli Stati Uniti del 2000, la sua popolazione era di 28.195 abitanti. Fondata il 6 marzo 1759, prese il nome dall'avvocato generale coloniale, August Johnston.

## Geografia fisica
Secondo lo United States Census Bureau, la città ha un'area totale di 63,1 km², di cui 61,3 km² di terra e 1,8 km² (2,91%) di acqua.

## Società

### Evoluzione demografica
Secondo il censimento del 2000, ci sono 28.195 abitanti, 11.197 case e 7.725 famiglie residenti; la densità è di 459,9 persone per km². Ci sono 11.574 unita abitative con una densita di 188,8 per km². Il 96,66% della popolazione si è dichiarata bianca, lo 0,65% afroamericani, lo 0,13% nativi americani, l'1,08% di origine asiatica, lo 0,05% originari delle isole del Pacifico, lo 0,55% di altre razze, e lo 0,88% di due o più razze. Ispanici di tutte le razze erano l'1,89% della popolazione.
Il reddito mediano per abitazione è di $43.514, mentre il reddito mediano per famiglia è di $54.837. Gli uomini hanno un reddito mediano di $40.210 contro i $29.314 delle donne; il reddito pro capite cittadino era di $21.440. Circa il 6,8% delle famiglie e l'8,3% della popolazione erano sotto la soglia di povertà, incluso il 9,0% di quelli sotto i 18 anni e il 13,6% degli ultra 65.
Nel 2000 il 46,7% dei residenti di Johnston ha affermato di essere di ascendenza italiana; si tratta della più alta percentuale di italoamericani di qualunque città del Paese.